# Waurika
Waurika est une ville située dans l’Oklahoma aux États-Unis, siège du comté de Jefferson.
Lors du recensement de 2000, elle comptait 1 988 habitants.

## Source
- (en) Cet article est partiellement ou en totalité issu de l’article de Wikipédia en anglais intitulé « Waurika, Oklahoma » (voir la liste des auteurs).